# (10188) Yasuoyoneda
(10188) Yasuoyoneda (1996 JY) – planetoida z grupy pasa głównego asteroid okrążająca Słońce w ciągu 3,74 lat w średniej odległości 2,41 j.a. Odkryta 14 maja 1996 roku.